# Live and Loud (The Exploited)
Live and Loud è un album live della band hardcore punk The Exploited, pubblicato nel 1987 dalla Harry May Records.

## Tracce
1. Law And Order
2. Let's Start A War
3. Horror Epics
4. Cop Cars
5. Blown To Bits
6. Hitler's In The Charts Again
7. Belsen Was A Gas
8. Alternative
9. I Hate You
10. UK 82
11. Rival Leaders
12. Maggie
13. Troops Of Tomorrow
14. Sex And Violence
15. Daily News
16. Crashed Out
17. SPG
18. Exploited Barmy Army
19. Dead Cities
20. I Believe In Anarchy

## Formazione
- Wattie Buchan - voce
- Nigel - chitarra e voce
- Tony - basso e voce
- Willie Buchan - batteria